# Христково
Христково (пол. Chrystkowo, нім. Christfelde; before 1873: Krystkowo) — село в Польщі, у гміні Швеці Свецького повіту Куявсько-Поморського воєводства.
Населення — 128 осіб (2011).
У 1975-1998 роках село належало до Бидгощського воєводства.

## Демографія
Демографічна структура станом на 31 березня 2011 року:
|          | Загалом | Допрацездатний вік | Працездатний вік | Постпрацездатний вік |
| -------- | ------- | ------------------ | ---------------- | -------------------- |
| Чоловіки | 71      | 17                 | 46               | 8                    |
| Жінки    | 57      | 14                 | 31               | 12                   |
| Разом    | 128     | 31                 | 77               | 20                   |